# Fang Yuting
Fang Yuting (n. 21 decembrie 1989, Yinzhou District⁠(d), Liaoning, Republica Populară Chineză) este o arcașă ce a reprezentat Republica Populară Chineză, medaliată olimpică. A participat la o ediție a Jocurilor Olimpice (2012) în care a câștigat o medalie de argint.

## Participări
Lista de mai jos prezintă principalele competiții la care a participat Fang Yuting de-a lungul carierei.
- archery at the 2012 Summer Olympics – women's team[*]